# Adrian Sârbu (politician)
Adrian Sârbu este un fost senator român în legislatura 1992-1996 ales în județul Teleorman pe listele partidului PNȚCD.
În cadrul activității sale parlamentare, Adrian Sârbu a fost membru în comisia pentru buget, activitate bancară și piață de capital precum și în comisia pentru agricultură, silvicultură și dezvoltare rurală.

## Legaturi externe
- Adrian Sârbu (politician) Arhivat în 22 august 2016, la Wayback Machine. la cdep.ro